# Acanthina
Genre
Acanthina est un genre de mollusques gastéropodes marins prédateurs.

## Habitat

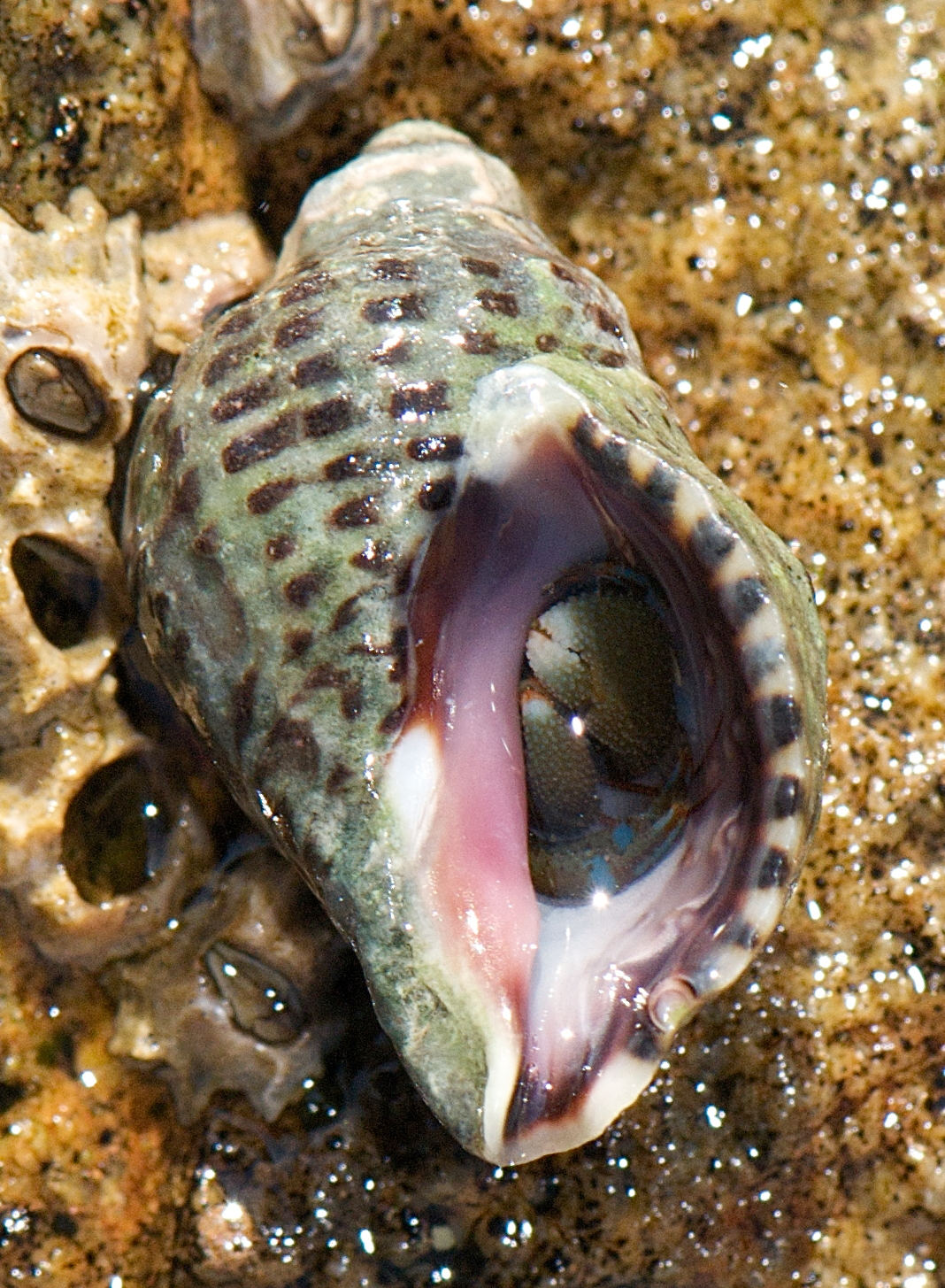
Coquille d'un Acanthina punctulata.

Ces escargots vivent dans l'estran.

## Liste d'espèces
Selon WRMS :
- Acanthina monodon (Pallas, 1774)
- Acanthina unicornis (Bruguière, 1789)

Selon l'ITIS :
- Acanthina lugubris
- Acanthina paucilirata
- Acanthina punctulata
- Acanthina spirata

Espèces mises en synonymie :
- Acanthina angelica Oldroyd, 1918 : synonyme de Mexacanthina angelica (Oldroyd, 1918)
- Acanthina costata Fischer, 1807 : synonyme de Acanthina monodon (Pallas, 1774)
- Acanthina imbricata Fischer, 1807 : synonyme de Acanthina monodon (Pallas, 1774)
- Acanthina laevigata Fischer, 1807 : synonyme de Acanthina monodon (Pallas, 1774)
- Acanthina tyrianthina Berry, 1957 : synonyme de Mexacanthina lugubris (Sowerby, 1821)